# Elencos da EF Education First Pro Cycling Team
A equipa ciclista profissional estadounidense EF Pro Cycling, e suas anteriores denominações, tem tido durante toda a sua história os seguintes modelos:

## 2007

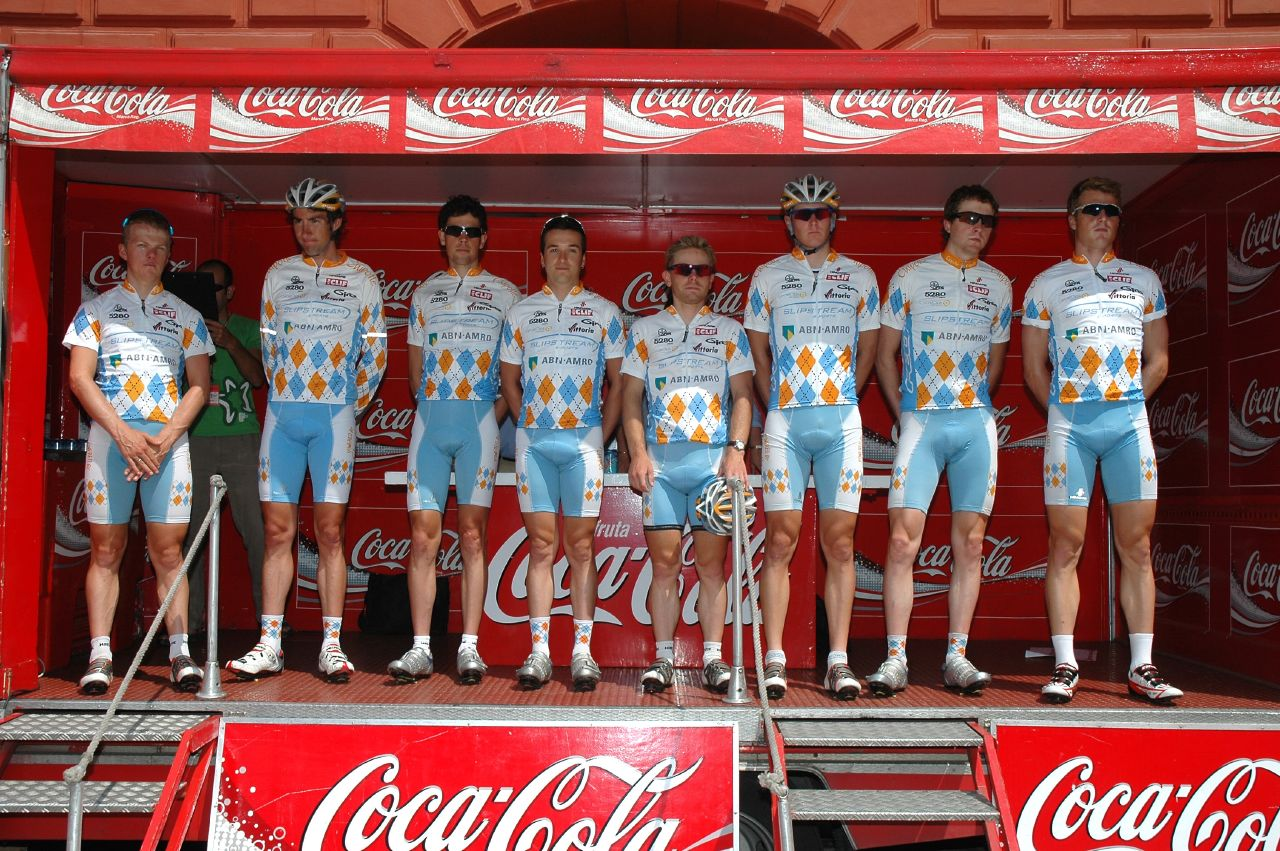
A equipa na Euskal Bizikleta de 2007

Team Slipstream powered by Chipotle
| Ciclista                 | Nascimento | Nacionalidade  | Equipa de 2006       |
| Tyler Butterfield        | 12.02.1983 | Bermudas       | Neo-Pro              |
| Blake Caldwell           | 27.03.1984 | Estados Unidos | TIAA-CREF            |
| Steven Cozza             | 03.03.1985 | Estados Unidos | TIAA-CREF            |
| Michael Creiam           | 08.01.1981 | Estados Unidos | TIAA-CREF            |
| Jason Donald             | 30.01.1980 | Estados Unidos | Neo-Pro              |
| Timothy Duggan           | 14.11.1982 | Estados Unidos | TIAA-CREF            |
| Huub Duijn               | 01.09.1984 | Países Baixos  | Rabobank Continental |
| Lucas Euser              | 05.12.1983 | Estados Unidos | TIAA-CREF            |
| Michael Friedman         | 19.09.1982 | Estados Unidos | TIAA-CREF            |
| William Frischkorn       | 10.06.1981 | Estados Unidos | TIAA-CREF            |
| Alex Howes               | 01.01.1988 | Estados Unidos | Neo-Pro              |
| Charles Bradley Huff     | 05.02.1979 | Estados Unidos | TIAA-CREF            |
| Benjamin Johnson         | 07.01.1983 | Austrália      | Agritubel            |
| Michael Lange            | 21.04.1983 | Estados Unidos | TIAA-CREF            |
| Craig Lewis              | 01.10.1985 | Estados Unidos | TIAA-CREF            |
| Ian MacGregor            | 13.04.1983 | Estados Unidos | TIAA-CREF            |
| Jonathan Patrick McCarty | 24.01.1982 | Estados Unidos | Phonak               |
| François Parisien        | 2.04.1982  | Canadá         | TIAA-CREF            |
| Danny Pate               | 24.03.1979 | Estados Unidos | TIAA-CREF            |
| Kilian Patour            | 20.09.1982 | França         | Crédit agricole      |
| Thomas Peterson          | 24.12.1986 | Estados Unidos | Neo-Pro              |
| Peter Stetina            | 08.08.1987 | Estados Unidos | Neo-Pro              |
| Taylor Tolleson          | 13.07.1985 | Estados Unidos | Neo-Pro              |

## 2008
Slipstream-Chipotle (até junho)
Garmin-Slipstream (desde junho)
| Ciclista                 | Nascimento | Nacionalidade  | Equipa de 2007       |
| Magnus Backstedt         | 30.01.1975 | Suécia         | Liquigas             |
| Blake Caldwell           | 27.03.1984 | Estados Unidos |                      |
| Steven Cozza             | 03.03.1985 | Estados Unidos |                      |
| Tom Danielson            | 13.03.1978 | Estados Unidos | Discovery Channel    |
| Julian Dean              | 28.01.1975 | Nova Zelândia  | Crédit Agricole      |
| Jason Donald             | 30.01.1980 | Estados Unidos |                      |
| Timothy Duggan           | 14.11.1982 | Estados Unidos |                      |
| Huub Duijn               | 01.09.1984 | Países Baixos  |                      |
| Lucas Euser              | 05.12.1983 | Estados Unidos |                      |
| Tyler Farrar             | 02.06.1984 | Estados Unidos | Cofidis              |
| Michael Friedman         | 19.09.1982 | Estados Unidos |                      |
| William Frischkorn       | 10.06.1981 | Estados Unidos |                      |
| Ryder Hesjedal           | 09.12.1980 | Canadá         | Health Net-Maxxis    |
| Christophe Laurent       | 26.07.1977 | França         | Crédit Agricole      |
| Trent Lowe               | 08.10.1984 | Austrália      | Discovery Channel    |
| Martijn Maaskant         | 27.07.1983 | Países Baixos  | Rabobank Continental |
| Daniel Martin            | 20.08.1986 | Irlanda        | Néo                  |
| Jonathan Patrick McCarty | 24.01.1982 | Estados Unidos |                      |
| David Millar             | 04.01.1977 | Reino Unido    | Saunier Duval        |
| Danny Pate               | 24.03.1979 | Estados Unidos |                      |
| Kilian Patour            | 20.09.1982 | França         |                      |
| Thomas Peterson          | 24.12.1986 | Estados Unidos |                      |
| Christopher Sutton       | 10.09.1984 | Austrália      | Cofidis              |
| Christian Vande Velde    | 22.05.1976 | Estados Unidos | CSC                  |
| David Zabriskie          | 12.01.1979 | Estados Unidos | CSC                  |

## 2009

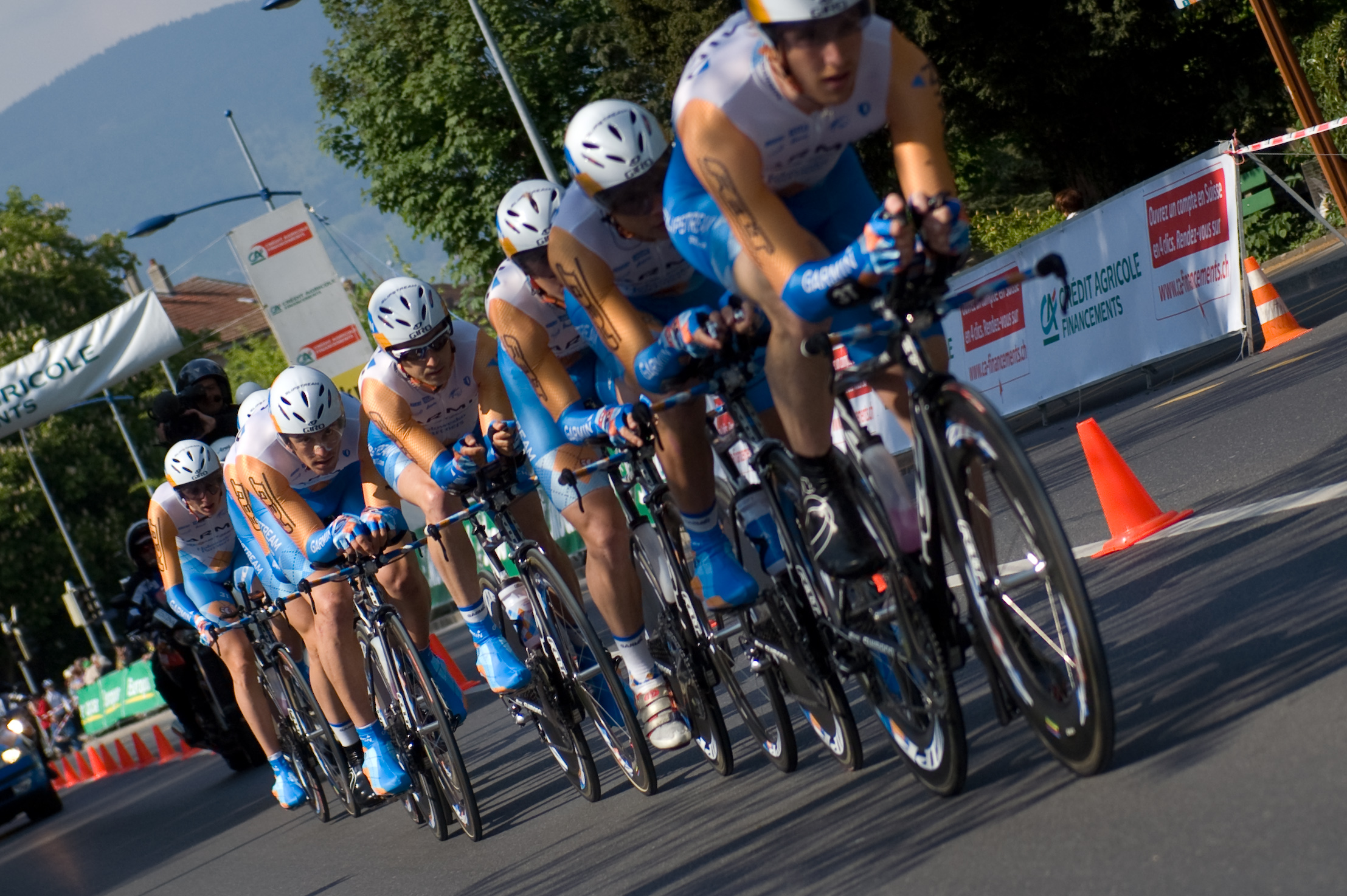
A formação no Volta à Romandia de 2009.

Garmin-Slipstream
| Nome                  | Nascimento | Nacionalidade  | Equipa de 2008              |
| Magnus Backstedt      | 30/01/1975 | Suécia         | Garmin-Slipstream           |
| Blake Caldwell        | 27/03/1984 | Estados Unidos | Garmin-Slipstream           |
| Steven Cozza          | 03/03/1985 | Estados Unidos | Garmin-Slipstream           |
| Thomas Danielson      | 13.03.1978 | Estados Unidos | Garmin-Slipstream           |
| Julian Dean           | 28/01/1975 | Nova Zelândia  | Garmin-Slipstream           |
| Hans Dekkers          | 07/08/1981 | Países Baixos  | Mitsubishi-Jartazi          |
| Jason Donald          | 30/01/1980 | Estados Unidos | Garmin-Slipstream           |
| Timothy Duggan        | 14/11/1982 | Estados Unidos | Garmin-Slipstream           |
| Huub Duijn            | 01/09/1984 | Países Baixos  | Garmin-Slipstream           |
| Lucas Euser           | 05/12/1983 | Estados Unidos | Garmin-Slipstream           |
| Tyler Farrar          | 02/06/1984 | Estados Unidos | Garmin-Slipstream           |
| Michael Friedman      | 19/09/1982 | Estados Unidos | Garmin-Slipstream           |
| William Frischkorn    | 10/06/1981 | Estados Unidos | Garmin-Slipstream           |
| Ryder Hesjedal        | 09/12/1980 | Canadá         | Garmin-Slipstream           |
| Trent Lowe            | 08/10/1984 | Austrália      | Garmin-Slipstream           |
| Martijn Maaskant      | 27/07/1983 | Países Baixos  | Garmin-Slipstream           |
| Daniel Martin         | 20/08/1986 | Irlanda        | Garmin-Slipstream           |
| Christian Meier       | 21/02/1985 | Canadá         | Symmetrics                  |
| Cameron Meyer         | 11/01/1988 | Austrália      | (estreia como profissional) |
| David Millar          | 04/01/1977 | Reino Unido    | Garmin-Slipstream           |
| Danny Pate            | 24/03/1979 | Estados Unidos | Garmin-Slipstream           |
| Kilian Patour         | 20/09/1982 | França         | Garmin-Slipstream           |
| Thomas Peterson       | 24/12/1986 | Estados Unidos | Garmin-Slipstream           |
| Christopher Sutton    | 22/05/1976 | Austrália      | Garmin-Slipstream           |
| Svein Tuft            | 09/05/1977 | Canadá         | Symmetrics                  |
| Ricardo Van Der Velde | 19/02/1977 | Países Baixos  | Rabobank Continental        |
| Christian Vandevelde  | 22/05/1976 | Estados Unidos | Garmin-Slipstream           |
| Bradley Wiggins       | 28/04/1980 | Reino Unido    | Team Columbia               |
| David Zabriskie       | 12/01/1979 | Estados Unidos | Garmin-Slipstream           |

## 2010

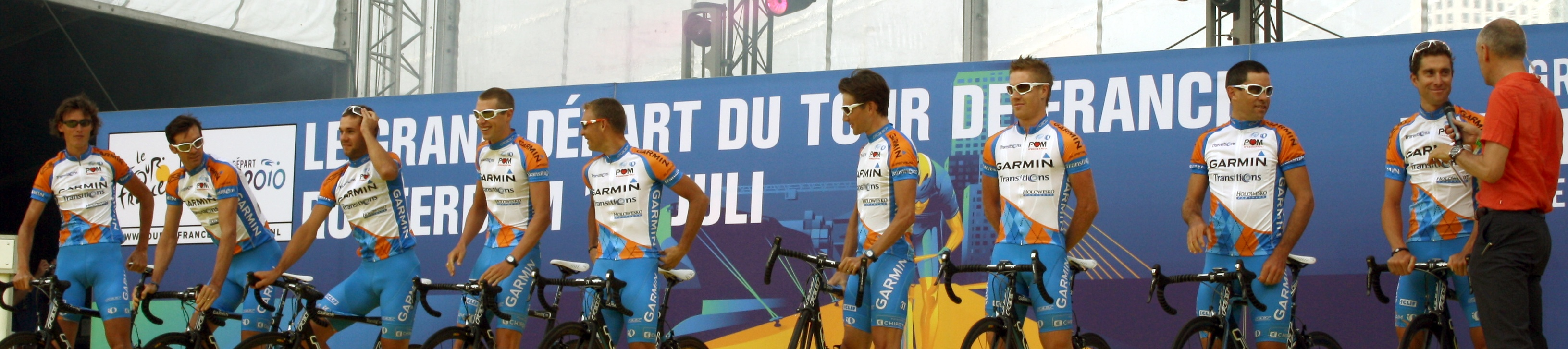
A equipa na apresentação do Tour de France de 2010

Garmin-Transitions
| Nome                  | Nascimento | Nacionalidade  | Equipa de 2009                 |
| Jack Bobridge         | 13.07.1989 | Austrália      | Team AIS                       |
| Kirk Carlsen          | 25.05.1987 | Estados Unidos | Felt/Holowesko partners/Garmin |
| Steven Cozza          | 03.03.1985 | Estados Unidos |                                |
| Tom Danielson         | 13.03.1978 | Estados Unidos |                                |
| Julian Dean           | 28.01.1975 | Nova Zelândia  |                                |
| Timothy Duggan        | 14.11.1982 | Estados Unidos |                                |
| Tyler Farrar          | 02.06.1984 | Estados Unidos |                                |
| Murilo Fischer        | 16.06.1979 | Brasil         | Liquigas                       |
| Ryder Hesjedal        | 09.12.1980 | Canadá         |                                |
| Robert Hunter         | 22.04.1977 | África do Sul  | Barloworld                     |
| Fredrik Kessiakoff    | 17.05.1980 | Suécia         | Fuji-Servetto                  |
| Michel Kreder         | 15.08.1987 | Países Baixos  | Rabobank Continental           |
| Trent Lowe            | 08.10.1984 | Austrália      |                                |
| Martijn Maaskant      | 27.07.1983 | Países Baixos  |                                |
| Daniel Martin         | 20.08.1986 | Irlanda        |                                |
| Christian Meier       | 21.02.1985 | Canadá         |                                |
| Cameron Meyer         | 11.01.1988 | Austrália      |                                |
| Travis Meyer          | 08.06.1989 | Austrália      | Team AIS                       |
| David Millar          | 04.01.1977 | Reino Unido    |                                |
| Danny Pate            | 24.03.1979 | Estados Unidos |                                |
| Thomas Peterson       | 24.12.1986 | Estados Unidos |                                |
| Peter Stetina         | 08.08.1987 | Estados Unidos | Felt/Holowesko partners/Garmin |
| Svein Tuft            | 09.05.1977 | Canadá         |                                |
| Johan Vansummeren     | 04.02.1981 | Bélgica        | Omega Pharma-Lotto             |
| Ricardo van der Velde | 19.02.1987 | Países Baixos  |                                |
| Christian Vande Velde | 22.05.1976 | Estados Unidos |                                |
| Matthew Wilson        | 01.10.1977 | Austrália      | Type 1                         |
| David Zabriskie       | 12.01.1979 | Estados Unidos |                                |

## 2011
Team Garmin-Cervélo
| Nome                  | Nascimento | Nacionalidade  | Equipa de 2010                |
| Jack Bobridge         | 13.07.1989 | Austrália      | Garmin-Transitions            |
| Tom Danielson         | 13.03.1978 | Estados Unidos | Garmin-Transitions            |
| Julian Dean           | 28.01.1975 | Nova Zelândia  | Garmin-Transitions            |
| Tyler Farrar          | 02.06.1984 | Estados Unidos | Garmin-Transitions            |
| Murilo Fischer        | 16.06.1979 | Brasil         | Garmin-Transitions            |
| Roger Hammond         | 30.01.1974 | Reino Unido    | Cervélo Test Team             |
| Heinrich Haussler     | 25.02.1984 | Alemanha       | Cervélo Test Team             |
| Ryder Hesjedal        | 09.12.1980 | Canadá         | Garmin-Transitions            |
| Thor Hushovd          | 18.01.1978 | Noruega        | Cervélo Test Team             |
| Andreas Klier         | 15.01.1976 | Alemanha       | Cervélo Test Team             |
| Michel Kreder         | 15.08.1987 | Países Baixos  | Garmin-Transitions            |
| Brett Lancaster       | 15.11.1979 | Austrália      | Cervélo Test Team             |
| Christophe Le Mével   | 11.09.1980 | França         | FDJ                           |
| Daniel Lloyd          | 11.08.1980 | Reino Unido    | Cervélo Test Team             |
| Martijn Maaskant      | 27.07.1983 | Países Baixos  | Garmin-Transitions            |
| Daniel Martin         | 20.08.1986 | Irlanda        | Garmin-Transitions            |
| Cameron Meyer         | 11.01.1988 | Austrália      | Garmin-Transitions            |
| Travis Meyer          | 08.06.1989 | Austrália      | Garmin-Transitions            |
| David Millar          | 04.01.1977 | Reino Unido    | Garmin-Transitions            |
| Ramūnas Navardauskas  | 30.01.1988 | Lituânia       | Vélo Clube La Pomme Marseille |
| Thomas Peterson       | 24.12.1986 | Estados Unidos | Garmin-Transitions            |
| Gabriel Rasch         | 08.04.1976 | Noruega        | Cervélo Test Team             |
| Peter Stetina         | 08.08.1987 | Estados Unidos | Garmin-Transitions            |
| Andrew Talansky       | 23.11.1988 | Estados Unidos | Califórnia Giant Berry Farms  |
| Sep Vanmarcke         | 28.07.1988 | Bélgica        | Topsport Vlaanderen-Mercator  |
| Johan Vansummeren     | 04.02.1981 | Bélgica        | Garmin-Transitions            |
| Christian Vande Velde | 22.05.1976 | Estados Unidos | Garmin-Transitions            |
| Matthew Wilson        | 01.10.1977 | Austrália      | Garmin-Transitions            |
| David Zabriskie       | 12.01.1979 | Estados Unidos | Garmin-Transitions            |

Stagiaires

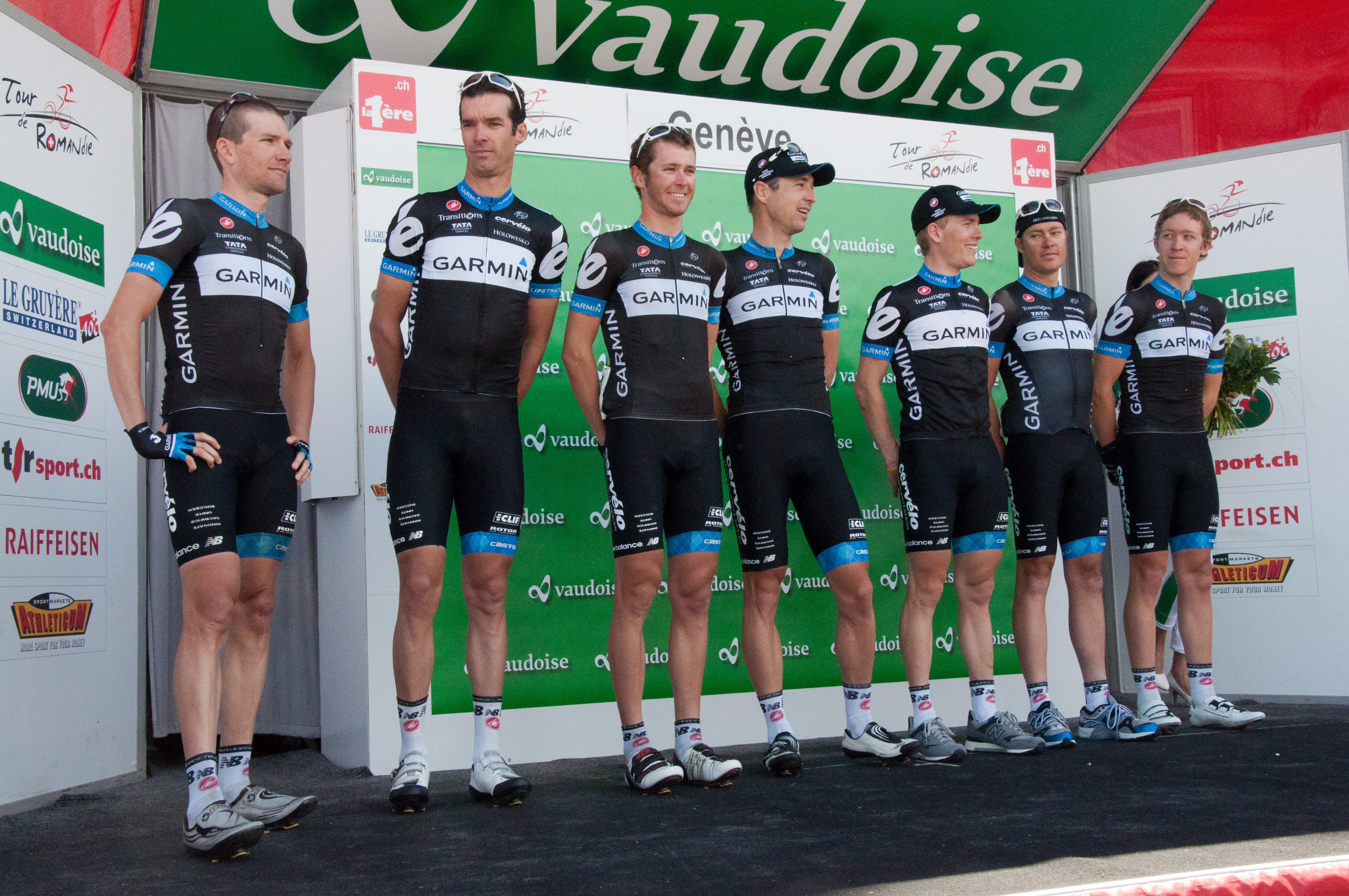
A formação no Volta à Romandia de 2011

Desde 1 de agosto o seguinte corredor passou a fazer parte da equipa como stagiaire (aprendiz a prova).
| Corredor          | Nascimento | Nacionalidade  | Equipa 2011               |
| ----------------- | ---------- | -------------- | ------------------------- |
| Daniel Summerhill | 28/01/1989 | Estados Unidos | Chipotle Development Team |

## 2012
Gamin-Barracuda/Garmin-Sharp
| Nome                  | Nascimento | Nacionalidade  | Equipa de 2011            |
| Jack Bauer            | 07/04/1985 | Nova Zelândia  | Endura Racing             |
| Tom Danielson         | 13/03/1978 | Estados Unidos | Team Garmin-Cervélo       |
| Thomas Dekker         | 06/09/1984 | Países Baixos  | Chipotle Development      |
| Tyler Farrar          | 02/06/1984 | Estados Unidos | Team Garmin-Cervélo       |
| Koldo Fernández       | 13/09/1981 | Espanha        | Euskaltel-Euskadi         |
| Murilo Fischer        | 16/06/1979 | Brasil         | Team Garmin-Cervélo       |
| Nathan Haas           | 12/03/1989 | Austrália      | Genesys Wealth Advisers   |
| Heinrich Haussler     | 25/02/1984 | Alemanha       | Team Garmin-Cervélo       |
| Ryder Hesjedal        | 09/12/1980 | Canadá         | Team Garmin-Cervélo       |
| Alex Howes            | 01/01/1988 | Estados Unidos | Chipotle Development Team |
| Robert Hunter         | 22/04/1977 | África do Sul  | Team RadioShack           |
| Andreas Klier         | 15/01/1976 | Alemanha       | Team Garmin-Cervélo       |
| Michel Kreder         | 15/08/1987 | Países Baixos  | Team Garmin-Cervélo       |
| Raymond Kreder        | 26/11/1989 | Países Baixos  | Chipotle Development Team |
| Christophe Le Mével   | 11/09/1980 | França         | Team Garmin-Cervélo       |
| Martijn Maaskant      | 27/07/1983 | Países Baixos  | Team Garmin-Cervélo       |
| Daniel Martin         | 20/08/1984 | Irlanda        | Team Garmin-Cervélo       |
| David Millar          | 04/01/1977 | Reino Unido    | Team Garmin-Cervélo       |
| Ramūnas Navardauskas  | 30/01/1988 | Lituânia       | Team Garmin-Cervélo       |
| Thomas Peterson       | 24/12/1986 | Estados Unidos | Team Garmin-Cervélo       |
| Alex Rasmussen        | 09/06/1981 | Dinamarca      | HTC-Highroad              |
| Jacob Rathe           | 13/03/1991 | Estados Unidos | Chipotle Development Team |
| Sébastien Rosseler    | 15/07/1981 | Bélgica        | Team RadioShack           |
| Peter Stetina         | 08/08/1987 | Estados Unidos | Team Garmin-Cervélo       |
| Andrew Talansky       | 23/11/1988 | Estados Unidos | Team Garmin-Cervélo       |
| Sep Vanmarcke         | 28/07/1988 | Bélgica        | Team Garmin-Cervélo       |
| Johan Vansummeren     | 04/02/1981 | Bélgica        | Team Garmin-Cervélo       |
| Christian Vande Velde | 22/05/1976 | Estados Unidos | Team Garmin-Cervélo       |
| Fabian Wegmann        | 20/06/1980 | Alemanha       | Leopard-Trek              |
| David Zabriskie       | 12/01/1979 | Estados Unidos | Team Garmin-Cervélo       |

Stagiaires

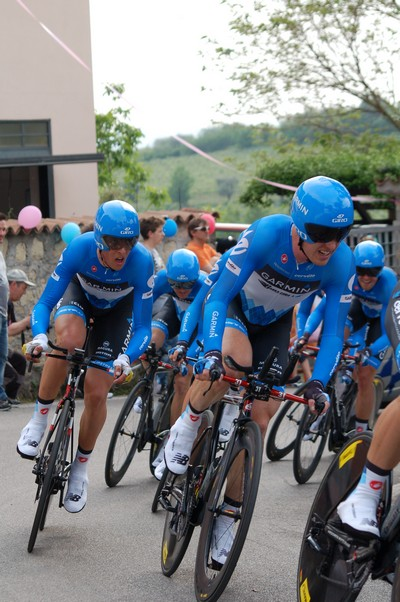
A equipa na contrarrelógio por equipas do Giro d'Italia de 2012.

Desde 1 de agosto, os seguintes corredores passaram a fazer parte da equipa como stagiaires (aprendizes à prova).
| Corredor        | Nascimento | Nacionalidade | Equipa 2012          |
| --------------- | ---------- | ------------- | -------------------- |
| Lachlan Morton  | 02/01/1992 | Austrália     | Chipotle-First Solar |
| Tomadas Scully  | 14/01/1990 | Nova Zelândia | Chipotle-First Solar |
| Steele Von Hoff | 31/12/1987 | Austrália     | Chipotle-First Solar |

## 2013
Garmin-Sharp
| Nome                      | Nascimento | Nacionalidade  | Equipa de 2012                 |
| Jack Bauer                | 07/04/1985 | Nova Zelândia  | Garmin-Sharp                   |
| Tom Danielson             | 13/03/1978 | Estados Unidos | Garmin-Sharp                   |
| Thomas Dekker             | 06/09/1984 | Países Baixos  | Garmin-Sharp                   |
| Rohan Dennis              | 28/05/1990 | Austrália      | Team Jayco-AIS                 |
| Caleb Fairly              | 19/02/1987 | Estados Unidos | Team SpiderTech powered by C10 |
| Tyler Farrar              | 02/06/1984 | Estados Unidos | Garmin-Sharp                   |
| Koldo Fernández de Larrea | 13/09/1981 | Espanha        | Garmin-Sharp                   |
| Nathan Haas               | 12/03/1989 | Austrália      | Garmin-Sharp                   |
| Ryder Hesjedal            | 09/12/1980 | Canadá         | Garmin-Sharp                   |
| Alex Howes                | 01/01/1988 | Estados Unidos | Garmin-Sharp                   |
| Robert Hunter             | 22/04/1977 | África do Sul  | Garmin-Sharp                   |
| Andreas Klier             | 15/01/1976 | Alemanha       | Garmin-Sharp                   |
| Michel Kreder             | 15/08/1987 | Países Baixos  | Garmin-Sharp                   |
| Raymond Kreder            | 26/11/1989 | Países Baixos  | Garmin-Sharp                   |
| Martijn Maaskant          | 27/07/1983 | Países Baixos  | Garmin-Sharp                   |
| Daniel Martin             | 20/08/1986 | Irlanda        | Garmin-Sharp                   |
| David Millar              | 04/01/1977 | Reino Unido    | Garmin-Sharp                   |
| Lachlan Morton            | 02/01/1992 | Austrália      | Chipotle-First Solar           |
| Ramūnas Navardauskas      | 30/01/1988 | Lituânia       | Garmin-Sharp                   |
| Nick Nuyens               | 05/05/1980 | Bélgica        | Saxo Bank-Tinkoff Bank         |
| Alex Rasmussen            | 09/06/1984 | Dinamarca      | Garmin-Sharp                   |
| Jacob Rathe               | 13/03/1991 | Estados Unidos | Garmin-Sharp                   |
| Sébastien Rosseler        | 15/07/1981 | Bélgica        | Garmin-Sharp                   |
| Peter Stetina             | 08/08/1987 | Estados Unidos | Garmin-Sharp                   |
| Andrew Talansky           | 23/11/1988 | Estados Unidos | Garmin-Sharp                   |
| Johan Vansummeren         | 04/02/1981 | Bélgica        | Garmin-Sharp                   |
| Christian Vande Velde     | 22/05/1976 | Estados Unidos | Garmin-Sharp                   |
| Steele Von Hoff           | 31/12/1987 | Austrália      | Chipotle-First Solar           |
| Fabian Wegmann            | 20/06/1980 | Alemanha       | Garmin-Sharp                   |
| David Zabriskie           | 12/01/1979 | Estados Unidos | Garmin-Sharp                   |

Stagiaires
Desde 1 de agosto, os seguintes corredores passaram a fazer parte da equipa como stagiaires (aprendizes à prova).
| Corredor     | Nascimento | Nacionalidade | Equipa 2013           |
| ------------ | ---------- | ------------- | --------------------- |
| Glenn O'Shea | 14/06/1989 | Austrália     | An Post-ChainReaction |

## 2014
Garmin-Sharp
| Nome                      | Nascimento | Nacionalidade  | Equipa de 2013            |
| Janier Acevedo            | 06/12/1985 | Colômbia       | Jamis-Hagens Berman       |
| Jack Bauer                | 07/04/1985 | Nova Zelândia  | Garmin-Sharp              |
| Nathan Brown              | 07/07/1991 | Estados Unidos | Bontrager Cycling Team    |
| André Cardoso             | 03/09/1984 | Portugal       | Caja Rural-Seguros RGA    |
| Tom Danielson             | 13/03/1978 | Estados Unidos | Garmin-Sharp              |
| Thomas Dekker             | 06/09/1984 | Países Baixos  | Garmin-Sharp              |
| Rohan Dennis              | 28/05/1990 | Austrália      | Garmin-Sharp              |
| Caleb Fairly              | 19/02/1987 | Estados Unidos | Garmin-Sharp              |
| Tyler Farrar              | 02/06/1984 | Estados Unidos | Garmin-Sharp              |
| Koldo Fernández de Larrea | 13/09/1981 | Espanha        | Garmin-Sharp              |
| Phillip Gaimon            | 28/01/1986 | Estados Unidos | Bissell Cycling           |
| Nathan Haas               | 12/03/1989 | Austrália      | Garmin-Sharp              |
| Lasse Norman Hansen       | 14/02/1992 | Dinamarca      | Blue Water Cycling        |
| Ryder Hesjedal            | 09/12/1980 | Canadá         | Garmin-Sharp              |
| Alex Howes                | 01/01/1988 | Estados Unidos | Garmin-Sharp              |
| Benjamin King             | 22/03/1989 | Estados Unidos | RadioShack Leopard        |
| Raymond Kreder            | 26/11/1989 | Países Baixos  | Garmin-Sharp              |
| Sebastian Langeveld       | 17/01/1985 | Países Baixos  | Orica GreenEDGE           |
| Daniel Martin             | 20/08/1986 | Irlanda        | Garmin-Sharp              |
| David Millar              | 04/01/1977 | Reino Unido    | Garmin-Sharp              |
| Lachlan Morton            | 02/01/1992 | Austrália      | Garmin-Sharp              |
| Ramūnas Navardauskas      | 30/01/1988 | Lituânia       | Garmin-Sharp              |
| Nick Nuyens               | 05/05/1980 | Bélgica        | Garmin-Sharp              |
| Tom Slagter               | 01/07/1989 | Países Baixos  | Belkin-Pro Cycling Team   |
| Andrew Talansky           | 23/11/1988 | Estados Unidos | Garmin-Sharp              |
| Dylan van Baarle          | 21/05/1992 | Países Baixos  | Rabobank Development Team |
| Johan Vansummeren         | 04/02/1981 | Bélgica        | Garmin-Sharp              |
| Steele Von Hoff           | 31/12/1987 | Austrália      | Garmin-Sharp              |
| Fabian Wegmann            | 20/06/1980 | Alemanha       | Garmin-Sharp              |

1. ↑  Até a 3 de agosto

Stagiaires

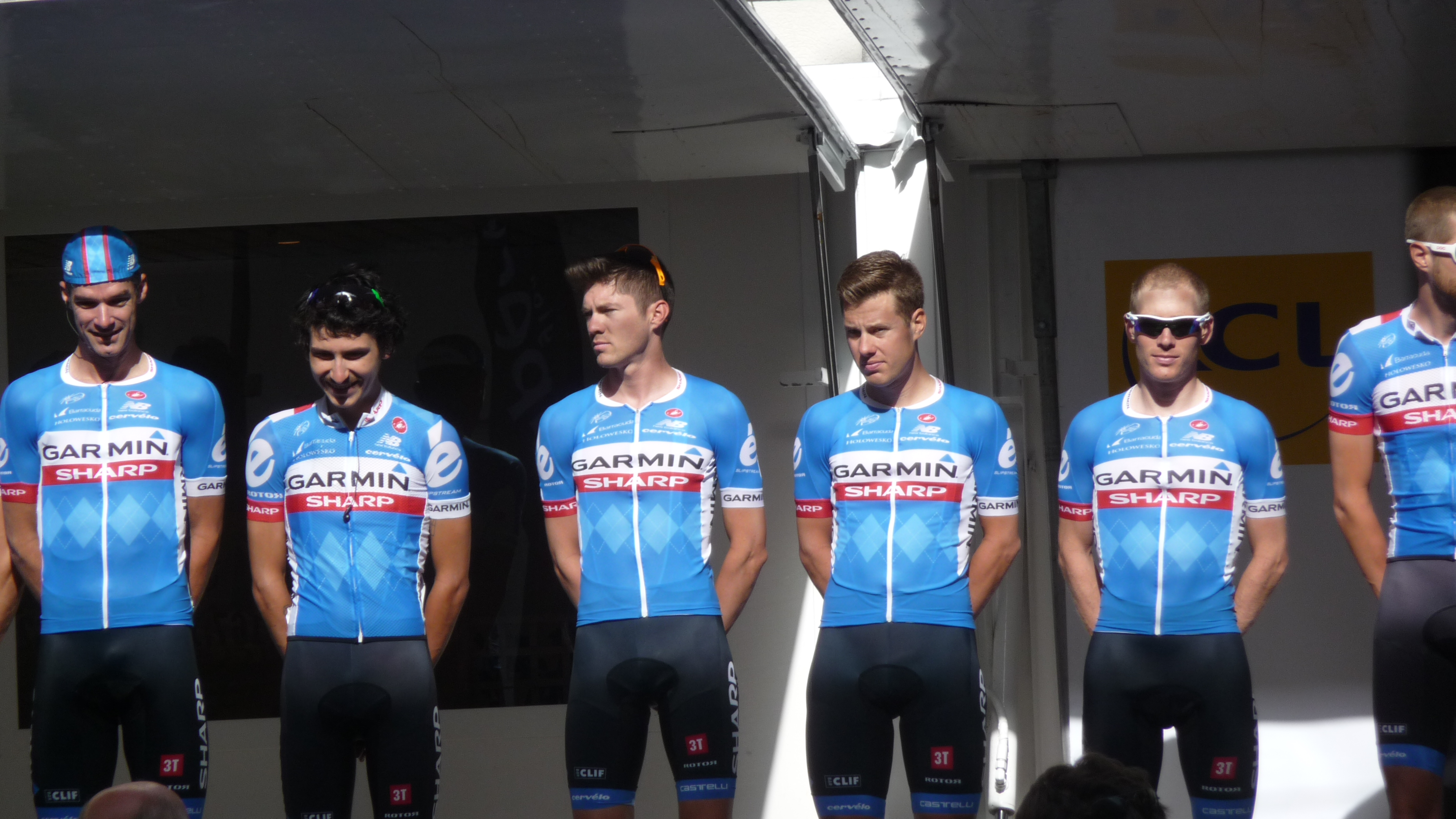
A equipa em 2014

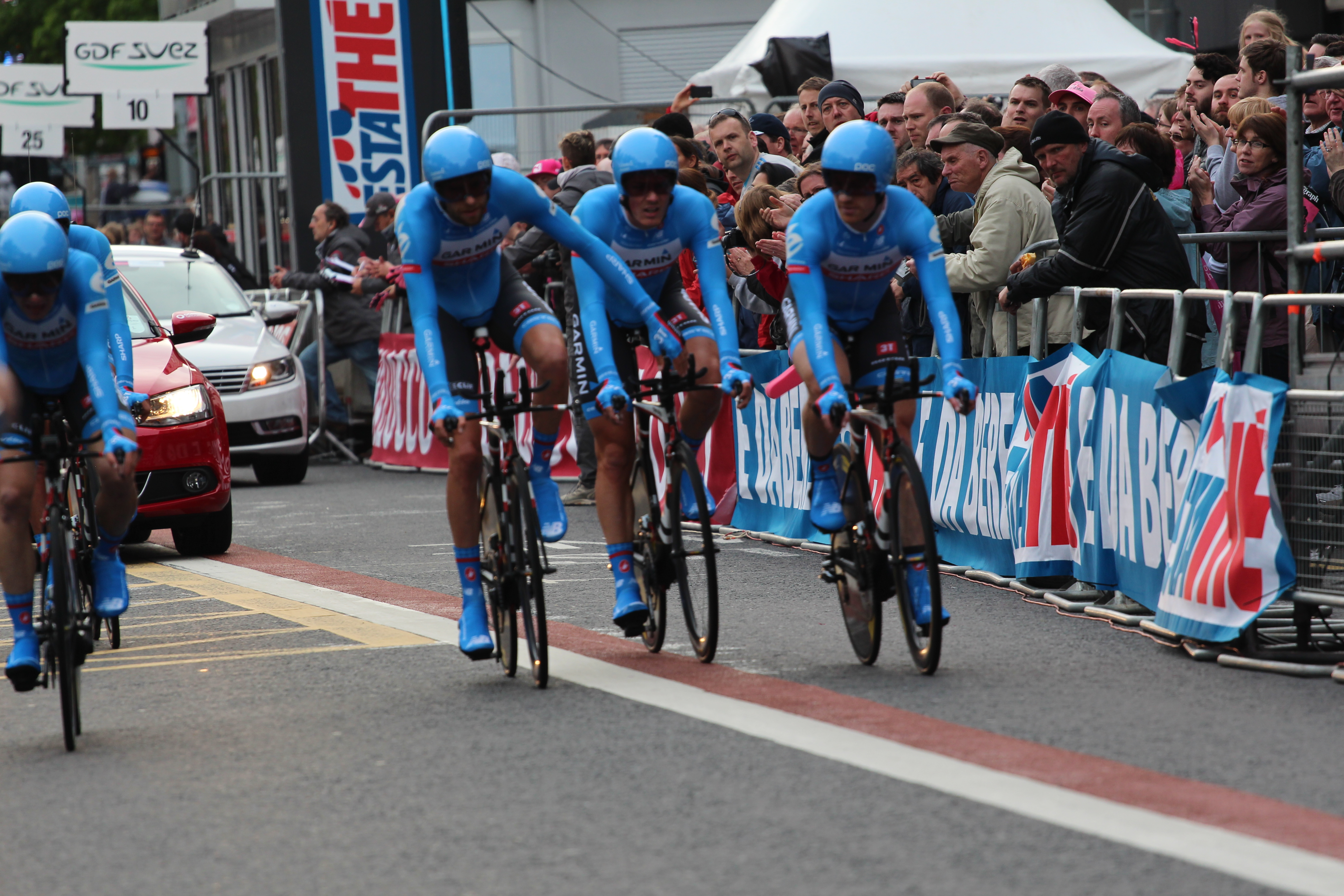
A equipa na contrarrelógio por equipas do Giro d'Italia de 2014

Desde 1 de agosto, os seguintes corredores passaram a fazer parte da equipa como stagiaires (aprendizes à prova).
| Corredor          | Nascimento | Nacionalidade  | Equipa 2014         |
| ----------------- | ---------- | -------------- | ------------------- |
| Dylan Girdlestone | 11/10/1989 | África do Sul  | Bonitas Pro Cycling |
| Gavin Mannion     | 24/08/1991 | Estados Unidos | 5 Hour Energy       |

## 2015
Cannondale-Garmin Pro Cycling
| Nome                 | Nascimento | Nacionalidade  | Equipa de 2014           |
| Janier Acevedo       | 06/12/1985 | Colômbia       | Garmin Sharp             |
| Jack Bauer           | 07/04/1985 | Nova Zelândia  | Garmin-Sharp             |
| Alberto Bettiol      | 29/10/1993 | Itália         | Cannondale               |
| Nathan Brown         | 07/07/1991 | Estados Unidos | Garmin Sharp             |
| André Cardoso        | 03/09/1984 | Portugal       | Garmin Sharp             |
| Tom Danielson        | 13/03/1978 | Estados Unidos | Garmin-Sharp             |
| Joe Dombrowski       | 12/05/1991 | Estados Unidos | Team Sky                 |
| Davide Formolo       | 25/10/1992 | Itália         | Cannondale               |
| Nathan Haas          | 12/03/1989 | Austrália      | Garmin-Sharp             |
| Lasse Norman Hansen  | 14/02/1992 | Dinamarca      | Garmin Sharp             |
| Ryder Hesjedal       | 09/12/1980 | Canadá         | Garmin-Sharp             |
| Alex Howes           | 01/01/1988 | Estados Unidos | Garmin-Sharp             |
| Benjamin King        | 22/03/1989 | Estados Unidos | Garmin Sharp             |
| Ted King             | 31/01/1983 | Estados Unidos | Cannondale               |
| Kristjan Koren       | 25/11/1986 | Eslovênia      | Cannondale               |
| Sebastian Langeveld  | 17/01/1985 | Países Baixos  | Garmin Sharp             |
| Alan Marangoni       | 16/07/1984 | Itália         | Cannondale               |
| Daniel Martin        | 20/08/1986 | Irlanda        | Garmin-Sharp             |
| Matej Mohorič        | 19/10/1994 | Eslovênia      | Cannondale               |
| Moreno Moser         | 25/12/1990 | Itália         | Cannondale               |
| Ramūnas Navardauskas | 30/01/1988 | Lituânia       | Garmin-Sharp             |
| Kristoffer Skjerping | 04/05/1993 | Noruega        | Team Joker               |
| Tom Slagter          | 01/07/1989 | Países Baixos  | Garmin Sharp             |
| Andrew Talansky      | 23/11/1988 | Estados Unidos | Garmin-Sharp             |
| Dylan van Baarle     | 21/05/1992 | Países Baixos  | Garmin Sharp             |
| Davide Villella      | 27/06/1991 | Itália         | Cannondale               |
| Ruben Zepuntke       | 29/01/1993 | Alemanha       | Bissell Development Team |

Stagiaires

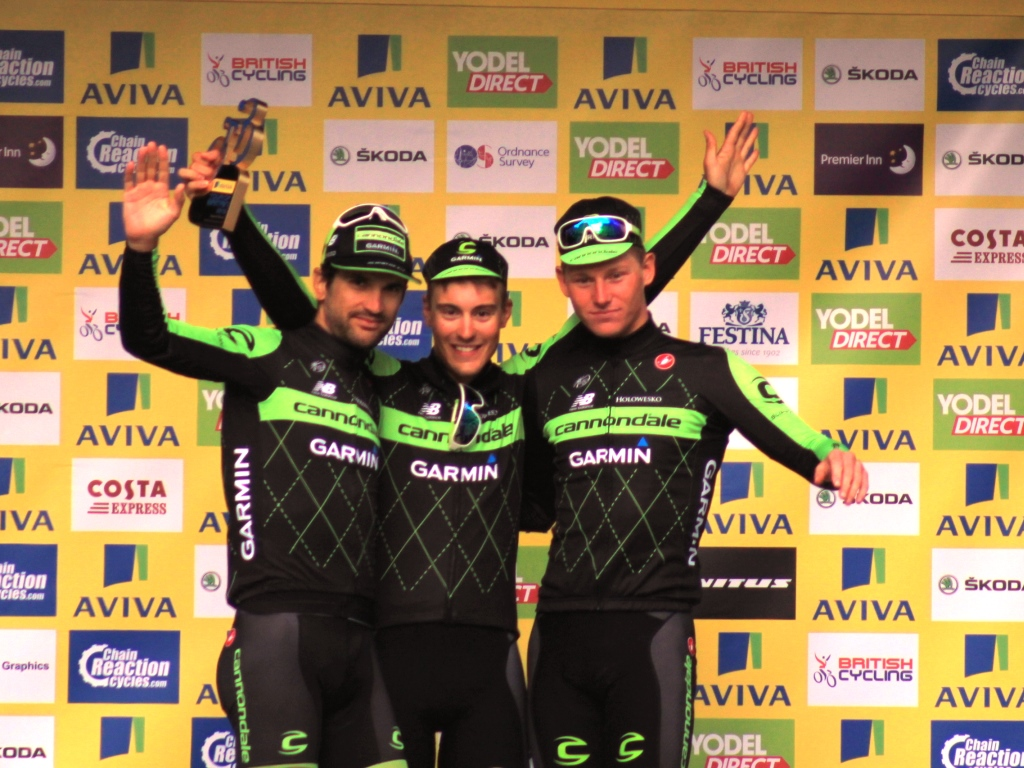
parte da equipa em 2015

Desde 1 de agosto, os seguintes corredores passaram a fazer parte da equipa como stagiaires (aprendizes à prova).
| Corredor         | Nascimento | Nacionalidade | Equipa 2015           |
| ---------------- | ---------- | ------------- | --------------------- |
| Jasper Bovenhuis | 27/07/1991 | Países Baixos | SEG Racing            |
| Ryan Mullen      | 07/08/1994 | Irlanda       | An Post-ChainReaction |

## 2016
Cannondale Pro Cycling Team
| Nome                 | Nascimento | Nacionalidade  | Equipa de 2015                              |
| Jack Bauer           | 07/04/1985 | Nova Zelândia  | Team Cannondale-Garmin                      |
| Alberto Bettiol      | 29/10/1993 | Itália         | Team Cannondale-Garmin                      |
| Patrick Bevin        | 15/02/1991 | Nova Zelândia  | Avanti Racing Team                          |
| Matti Breschel       | 31/08/1984 | Dinamarca      | Tinkoff-Saxo                                |
| Nathan Brown         | 07/07/1991 | Estados Unidos | Team Cannondale-Garmin                      |
| André Cardoso        | 03/09/1984 | Portugal       | Team Cannondale-Garmin                      |
| Simon Clarke         | 18/07/1986 | Austrália      | Orica GreenEDGE                             |
| Lawson Craddock      | 20/02/1992 | Estados Unidos | Team Giant-Alpecin                          |
| Joe Dombrowski       | 12/05/1991 | Estados Unidos | Team Cannondale-Garmin                      |
| Davide Formolo       | 25/10/1992 | Itália         | Team Cannondale-Garmin                      |
| Phillip Gaimon       | 28/01/1986 | Estados Unidos | Optum presented by Kelly Benefit Strategies |
| Alex Howes           | 01/01/1988 | Estados Unidos | Team Cannondale-Garmin                      |
| Benjamin King        | 22/03/1989 | Estados Unidos | Team Cannondale-Garmin                      |
| Kristjan Koren       | 25/11/1986 | Eslovênia      | Team Cannondale-Garmin                      |
| Sebastian Langeveld  | 17/01/1985 | Países Baixos  | Team Cannondale-Garmin                      |
| Alan Marangoni       | 16/07/1984 | Itália         | Team Cannondale-Garmin                      |
| Moreno Moser         | 25/12/1990 | Itália         | Team Cannondale-Garmin                      |
| Ryan Mullen          | 07/08/1994 | Irlanda        | Stagiaire                                   |
| Ramūnas Navardauskas | 30/01/1988 | Lituânia       | Team Cannondale-Garmin                      |
| Pierre Rolland       | 10/10/1986 | França         | Team Europcar                               |
| Kristoffer Skjerping | 04/05/1993 | Noruega        | Team Cannondale-Garmin                      |
| Toms Skujiņš         | 15/06/1991 | Letônia        | Hincapie Racing Team                        |
| Tom Slagter          | 01/07/1989 | Países Baixos  | Team Cannondale-Garmin                      |
| Andrew Talansky      | 23/11/1988 | Estados Unidos | Team Cannondale-Garmin                      |
| Rigoberto Urán       | 26/01/1987 | Colômbia       | Etixx-Quick Step                            |
| Dylan van Baarle     | 21/05/1992 | Países Baixos  | Team Cannondale-Garmin                      |
| Davide Villella      | 27/06/1991 | Itália         | Team Cannondale-Garmin                      |
| Wouter Wippert       | 14/08/1990 | Países Baixos  | Drapac Cycling                              |
| Michael Woods        | 12/10/1986 | Canadá         | Optum presented by Kelly Benefit Strategies |
| Ruben Zepuntke       | 29/01/1993 | Alemanha       | Team Cannondale-Garmin                      |

Stagiaires
Desde 1 de agosto, os seguintes corredores passaram a fazer parte da equipa como stagiaires (aprendizes à prova).
| Corredor        | Nascimento | Nacionalidade | Equipa 2016  |
| --------------- | ---------- | ------------- | ------------ |
| Jonathan Dibben | 12/02/1994 | Reino Unido   | Team Wiggins |

## 2017
Cannondale-Drapac
| Nome                | Nascimento | Nacionalidade  | Equipa de 2016              |
| Alberto Bettiol     | 29/10/1993 | Itália         | Cannondale-Drapac           |
| Patrick Bevin       | 15/02/1991 | Nova Zelândia  | Cannondale-Drapac           |
| Nathan Brown        | 07/07/1991 | Estados Unidos | Cannondale-Drapac           |
| Brendan Canty       | 17/01/1992 | Austrália      | Drapac Professional Cycling |
| Hugh Carthy         | 09/07/1994 | Reino Unido    | Caja Rural-Seguros RGA      |
| William Clarke      | 11/04/1985 | Austrália      | Drapac Professional Cycling |
| Simon Clarke        | 18/07/1986 | Austrália      | Cannondale-Drapac           |
| Lawson Craddock     | 20/02/1992 | Estados Unidos | Cannondale-Drapac           |
| Joe Dombrowski      | 12/05/1991 | Estados Unidos | Cannondale-Drapac           |
| Davide Formolo      | 25/10/1992 | Itália         | Cannondale-Drapac           |
| Alex Howes          | 01/01/1988 | Estados Unidos | Cannondale-Drapac           |
| Kristjan Koren      | 25/11/1986 | Eslovênia      | Cannondale-Drapac           |
| Sebastian Langeveld | 17/01/1985 | Países Baixos  | Cannondale-Drapac           |
| Ryan Mullen         | 07/08/1994 | Irlanda        | Cannondale-Drapac           |
| Taylor Phinney      | 27/06/1990 | Estados Unidos | BMC Racing Team             |
| Pierre Rolland      | 10/10/1986 | França         | Cannondale-Drapac           |
| Thomas Scully       | 14/01/1990 | Nova Zelândia  | Drapac Professional Cycling |
| Toms Skujiņš        | 15/06/1991 | Letônia        | Cannondale-Drapac           |
| Tom Slagter         | 01/07/1989 | Países Baixos  | Cannondale-Drapac           |
| Andrew Talansky     | 23/11/1988 | Estados Unidos | Cannondale-Drapac           |
| Rigoberto Urán      | 26/01/1987 | Colômbia       | Cannondale-Drapac           |
| Tom Van Asbroeck    | 19/04/1990 | Bélgica        | Team LottoNL-Jumbo          |
| Dylan van Baarle    | 21/05/1992 | Países Baixos  | Cannondale-Drapac           |
| Sep Vanmarcke       | 28/07/1988 | Bélgica        | Team LottoNL-Jumbo          |
| Davide Villella     | 27/06/1991 | Itália         | Cannondale-Drapac           |
| Wouter Wippert      | 14/08/1990 | Países Baixos  | Cannondale-Drapac           |
| Michael Woods       | 12/10/1986 | Canadá         | Cannondale-Drapac           |

Stagiaires
Desde 1 de agosto, os seguintes corredores passaram a fazer parte da equipa como stagiaires (aprendizes à prova).
| Corredor   | Nascimento | Nacionalidade | Equipa 2017                                |
| ---------- | ---------- | ------------- | ------------------------------------------ |
| Cyrus Monk | 07/11/1996 | Austrália     | Drapac Pat's Veg Holistic Development Team |

## 2018
EF Education First-Drapac p/b Cannondale
| Nome                   | Nascimento | Nacionalidade  | Equipa de 2017         |
| Matti Breschel         | 31/08/1984 | Dinamarca      | Astana                 |
| Nathan Brown           | 07/07/1991 | Estados Unidos | Cannondale-Drapac      |
| Brendan Canty          | 17/01/1992 | Austrália      | Cannondale-Drapac      |
| Julián Cardona         | 19/01/1997 | Colômbia       | Medellín-Inder         |
| Hugh Carthy            | 09/07/1994 | Reino Unido    | Cannondale-Drapac      |
| William Clarke         | 11/04/1985 | Austrália      | Cannondale-Drapac      |
| Simon Clarke           | 18/07/1986 | Austrália      | Cannondale-Drapac      |
| Lawson Craddock        | 20/02/1992 | Estados Unidos | Cannondale-Drapac      |
| Mitchell Docker        | 02/10/1986 | Austrália      | Orica-Scott            |
| Joe Dombrowski         | 12/05/1991 | Estados Unidos | Cannondale-Drapac      |
| Alex Howes             | 01/01/1988 | Estados Unidos | Cannondale-Drapac      |
| Sebastian Langeveld    | 17/01/1985 | Países Baixos  | Cannondale-Drapac      |
| Kim Magnusson          | 31/08/1992 | Suécia         | Team Tre Berg-PostNord |
| Daniel Felipe Martínez | 25/04/1996 | Colômbia       | Wilier Selle Italia    |
| Daniel McLay           | 03/01/1992 | Reino Unido    | Fortuneo-Oscaro        |
| Sacha Modolo           | 19/06/1987 | Itália         | UAE Team Emirates      |
| Daniel Moreno          | 05/09/1981 | Espanha        | Movistar Team          |
| Logan Owen             | 25/03/1995 | Estados Unidos | Axeon Hagens Berman    |
| Taylor Phinney         | 27/06/1990 | Estados Unidos | Cannondale-Drapac      |
| Pierre Rolland         | 10/10/1986 | França         | Cannondale-Drapac      |
| Thomas Scully          | 14/01/1990 | Nova Zelândia  | Cannondale-Drapac      |
| Rigoberto Urán         | 26/01/1987 | Colômbia       | Cannondale-Drapac      |
| Tom Van Asbroeck       | 19/04/1990 | Bélgica        | Cannondale-Drapac      |
| Julius van den Berg    | 23/10/1996 | Países Baixos  | SEG Racing Academy     |
| Sep Vanmarcke          | 28/07/1988 | Bélgica        | Cannondale-Drapac      |
| Michael Woods          | 12/10/1986 | Canadá         | Cannondale-Drapac      |

1. ↑  Desde 30 de junho

Stagiaires
Desde 1 de agosto, os seguintes corredores passaram a fazer parte da equipa como stagiaires (aprendizes à prova).
| Corredor       | Nascimento | Nacionalidade | Equipa 2018              |
| -------------- | ---------- | ------------- | ------------------------ |
| José Fernandes | 30/10/1995 | Portugal      | W52-FC Porto             |
| Cyrus Monk     | 7/11/1996  | Austrália     | Drapac-EF p/b Cannondale |
| James Whelan   | 11/07/1996 | Austrália     | Drapac-EF p/b Cannondale |

## 2019
EF Education First Pro Cycling Team
| Nome                   | Nascimento | Nacionalidade  | Equipa de 2018                        |
| Sean Bennett           | 31/03/1996 | Estados Unidos | Hagens Berman Axeon                   |
| Alberto Bettiol        | 29/10/1993 | Itália         | BMC Racing Team                       |
| Matti Breschel         | 31/08/1984 | Dinamarca      | EF Education First-Drapac             |
| Nathan Brown           | 07/07/1991 | Estados Unidos | EF Education First-Drapac             |
| Jonathan Caicedo       | 28/04/1993 | Equador        | Medellín                              |
| Hugh Carthy            | 09/07/1994 | Reino Unido    | EF Education First-Drapac             |
| Simon Clarke           | 18/07/1986 | Austrália      | EF Education First-Drapac             |
| Lawson Craddock        | 20/02/1992 | Estados Unidos | EF Education First-Drapac             |
| Mitchell Docker        | 02/10/1986 | Austrália      | EF Education First-Drapac             |
| Joe Dombrowski         | 12/05/1991 | Estados Unidos | EF Education First-Drapac             |
| Sergio Higuita         | 01/08/1997 | Colômbia       | Manzana Postobón Team                 |
| Moreno Hofland         | 31/08/1991 | Países Baixos  | Lotto Soudal                          |
| Alex Howes             | 01/01/1988 | Estados Unidos | EF Education First-Drapac             |
| Tanel Kangert          | 11/03/1987 | Estónia        | Astana Pro Team                       |
| Sebastian Langeveld    | 17/01/1985 | Países Baixos  | EF Education First-Drapac             |
| Daniel Felipe Martínez | 25/04/1996 | Colômbia       | EF Education First-Drapac             |
| Daniel McLay           | 03/01/1992 | Reino Unido    | EF Education First-Drapac             |
| Sacha Modolo           | 19/06/1987 | Itália         | EF Education First-Drapac             |
| Lachlan Morton         | 02/01/1992 | Austrália      | Dimension Data                        |
| Logan Owen             | 25/03/1995 | Estados Unidos | EF Education First-Drapac             |
| Taylor Phinney         | 27/06/1990 | Estados Unidos | EF Education First-Drapac             |
| Thomas Scully          | 14/01/1990 | Nova Zelândia  | EF Education First-Drapac             |
| Rigoberto Urán         | 26/01/1987 | Colômbia       | EF Education First-Drapac             |
| Julius van den Berg    | 23/10/1996 | Países Baixos  | EF Education First-Drapac             |
| Tejay Van Garderen     | 12/08/1988 | Estados Unidos | BMC Racing Team                       |
| Sep Vanmarcke          | 28/07/1988 | Bélgica        | EF Education First-Drapac             |
| Luis Villalobos        | 26/06/1998 | México         | Aevolo                                |
| James Whelan           | 11/07/1996 | Austrália      | EF Education First-Drapac (stagiaire) |
| Michael Woods          | 12/10/1986 | Canadá         | EF Education First-Drapac             |

1. ↑  Desde 1 de maio
2. ↑  Desde 1 de agosto

Stagiaires
Desde 1 de agosto, os seguintes corredores passaram a fazer parte da equipa como stagiaires (aprendizes à prova).
| Corredor      | Nascimento | Nacionalidade | Equipa 2019 |
| ------------- | ---------- | ------------- | ----------- |
| Matthew Walls | 20/04/1998 | Reino Unido   |             |

## 2020
EF Pro Cycling
| Nome                   | Nascimento | Nacionalidade  | Equipa de 2019       |
| Sean Bennett           | 31/03/1996 | Estados Unidos | EF Education First   |
| Alberto Bettiol        | 29/10/1993 | Itália         | EF Education First   |
| Stefan Bissegger       | 13/09/1998 | Suíça          | Swiss Racing Academy |
| Jonathan Caicedo       | 28/04/1993 | Equador        | EF Education First   |
| Hugh Carthy            | 09/07/1994 | Reino Unido    | EF Education First   |
| Simon Clarke           | 18/07/1986 | Austrália      | EF Education First   |
| Magnus Cort            | 16/01/1993 | Dinamarca      | Astana Pro Team      |
| Lawson Craddock        | 20/02/1992 | Estados Unidos | EF Education First   |
| Mitchell Docker        | 02/10/1986 | Austrália      | EF Education First   |
| Ruben Guerreiro        | 06/07/1994 | Portugal       | Team Katusha-Alpecin |
| Kristoffer Halvorsen   | 13/04/1996 | Noruega        | Team INEOS           |
| Sergio Higuita         | 01/08/1997 | Colômbia       | EF Education First   |
| Moreno Hofland         | 31/08/1991 | Países Baixos  | EF Education First   |
| Alex Howes             | 01/01/1988 | Estados Unidos | EF Education First   |
| Tanel Kangert          | 11/03/1987 | Estónia        | EF Education First   |
| Jens Keukeleire        | 23/11/1988 | Bélgica        | Lotto Soudal         |
| Sebastian Langeveld    | 17/01/1985 | Países Baixos  | EF Education First   |
| Daniel Felipe Martínez | 25/04/1996 | Colômbia       | EF Education First   |
| Lachlan Morton         | 02/01/1992 | Austrália      | EF Education First   |
| Logan Owen             | 25/03/1995 | Estados Unidos | EF Education First   |
| Neilson Powless        | 03/09/1996 | Estados Unidos | Team Jumbo-Visma     |
| Jonas Rutsch           | 24/01/1998 | Alemanha       | Team Lotto-Kern Haus |
| Thomas Scully          | 14/01/1990 | Nova Zelândia  | EF Education First   |
| Rigoberto Urán         | 26/01/1987 | Colômbia       | EF Education First   |
| Julius van den Berg    | 23/10/1996 | Países Baixos  | EF Education First   |
| Tejay van Garderen     | 12/08/1988 | Estados Unidos | EF Education First   |
| Sep Vanmarcke          | 28/07/1988 | Bélgica        | EF Education First   |
| Luis Villalobos        | 26/06/1998 | México         | EF Education First   |
| James Whelan           | 11/07/1996 | Austrália      | EF Education First   |
| Michael Woods          | 12/10/1986 | Canadá         | EF Education First   |

1. ↑  Desde 1 de agosto
2. ↑  Até a 1 de agosto